# Duke University Press
Duke University Press es una editorial académica de libros y revistas y un departamento de la Universidad de Duke; publica alrededor de 120 libros al año y más de 40 revistas académicas, así como cinco colecciones electrónicas. Sus publicaciones se encuentran principalmente dentro del área de humanidades y ciencias sociales, pero también es conocida por sus revistas de matemáticas.
La editorial fue fundada como Trinity College Press y William T. Laprade fue su primer director de 1922 a 1926. Después de una reestructuración y expansión, el nombre fue cambiado a Duke University Press en 1926 y William K. Boyd fue nombrado director.

## Acceso abierto
Duke es una de las trece editoriales que participan en el programa piloto Knowledge Unlatched (Abrir las puertas al conocimiento), un consorcio global de bibliotecas dirigido a conseguir un fondo de libros de acceso abierto. Duke proporcionó cuatro libros para la colección del programa piloto.